# París-Roubaix 1997
La París-Roubaix 1997 fou la 95a edició de la París-Roubaix. La cursa es disputà el 13 d'abril de 1997 i fou guanyada pel francès Frédéric Guesdon, que s'imposà a l'esprint als seus set companys d'escapada. Els belgues Jo Planckaert i Johan Museeuw foren segon i tercer respectivament.

## Classificació final
|    | Ciclista                 | Equip                   | Temps      |
| -- | ------------------------ | ----------------------- | ---------- |
| 1  | Frédéric Guesdon (FRA)   | La Française des Jeux   | 6h 38' 10" |
| 2  | Jo Planckaert (BEL)      | Lotto-Mobistar-Isoglass | m. t.      |
| 3  | Johan Museeuw (BEL)      | Mapei-GB                | m. t.      |
| 4  | Andrei Txmil (BEL)       | Lotto-Mobistar-Isoglass | m. t.      |
| 5  | Davide Casarotto (ITA)   | Scrigno-Gaerne          | m. t.      |
| 6  | Rolf Sørensen (DEN)      | Rabobank ProTeam        | m. t.      |
| 7  | Marc Wauters (BEL)       | Lotto-Mobistar-Isoglass | m. t.      |
| 8  | Frédéric Moncassin (FRA) | Gan                     | m. t.      |
| 9  | Rolf Aldag (GER)         | Deutsche Telekom        | + 14"      |
| 10 | Henk Vogels (AUS)        | Gan                     | + 25"      |